# باشحارة

تعديل مصدري - تعديل

باشحارة هي إحدى قرى عزلة زنجبار بمديرية زنجبار التابعة لمحافظة أبين، بلغ تعداد سكانها 716 نسمة حسب تعداد اليمن لعام 2004.